# ویکتوریا د لس آنخلس
ویکتوریا دِ لُس آنخلس (اسپانیایی: Victoria de los Ángeles‎؛ ۱ نوامبر ۱۹۲۳ – ۱۵ ژانویهٔ ۲۰۰۵) خواننده سوپرانو اپرا و موسیقی‌دان اهل اسپانیا بود.
او فعالیت هنری‌اش را پس از جنگ جهانی دوم آغاز کرد و در میانهٔ دههٔ ۱۹۵۰ تا ۱۹۶۰ میلادی، به اوج رساند. وی در تالار اپرای سلطنتی لندن، کاونت گاردن، تالار اپرای متروپولیتن نیویورک و اپرا دولتی وین برنامه اجرا می‌کرد.
وی همچنین برندهٔ جوایزی همچون نشان زرین دولت کاتالونیا و جایزهٔ نخست رقابت‌های بین‌المللی موسیقی ژنو شده‌است.